# قایق موشک‌انداز کلاس تیپ ۰۲۴
قایق موشک‌انداز کلاس تیپ ۰۲۴ (به انگلیسی: Type 024 class missile boat) یک کشتی است که طول آن ۷۹ متر (۲۵۹ فوت) می‌باشد.